# 博热
博热（法語：Beaujeu，法語發音：[boʒø]）是法国东部罗讷省的一个市镇，位于马孔和里昂之间，属于索恩河畔自由城区。博热曾作为博若莱首府，博热领主的领地。

## 地理
博热（46°9'15"N, 4°35'18"E）面积17.85 平方千米，位于法国奥弗涅-罗讷-阿尔卑斯大区罗讷省，该省份为法国中东部省份，北起顺时针与索恩-卢瓦尔省、安省、里昂大都会、伊泽尔省和卢瓦尔省接壤。
与博热接壤的市镇（或旧市镇、城区）包括：博若莱地区坎谢、圣迪迪耶叙博热、莱萨尔迪亚、朗蒂涅、马尔尚、德格罗讷。

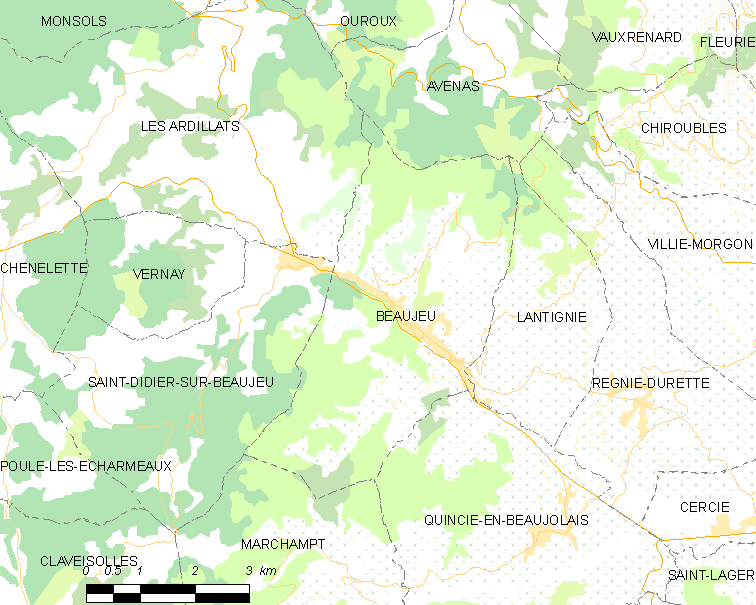
博热的OSM定位图

博热的时区为UTC+01:00、UTC+02:00（夏令时）。

## 行政
博热的邮政编码为69430，INSEE市镇编码为69018。

## 政治
博热所属的省级选区为博若莱地区贝尔维尔县。

## 人口

1962-2008年间博热人口变化图示

博热于2022年1月1日时的人口数量为2103人。